# .to
.to ist die länderspezifische Top-Level-Domain (ccTLD) des Inselstaates Königreich Tonga. Die Domain wurde am 18. Dezember 1995 eingeführt.

## Vergabestelle
Die Domains unterhalb von .to werden von der Registrierungsstelle Tonic („Tongan Network Information Center“) verwaltet. 
Tonic wurde 1997 von den kalifornischen IT-Unternehmern Eric Gullichsen und Eric Lyons mit dem damaligen Kronprinzen von Tonga Tupouto'a Tuku'aho gegründet. Das Unternehmen operiert vom Konsulat des Königreich Tonga in San Francisco aus, die Besitzverhältnisse sind nicht bekannt.

## Eigenschaften
Eine .to-Domain darf beliebige alphanumerische Zeichen enthalten. Bindestriche sind gestattet, jedoch nicht am Anfang oder Ende oder der dritten und vierten Stelle zugleich. Die Vergabestelle unterstützt beliebige Unicode-Zeichen wie Umlaute und andere Sonderzeichen. Bestimmte Begriffe, insbesondere mit Bezug zu pornografischen Inhalten, werden durch die Vergabestelle blockiert.
Die Registrierungsstelle vergibt ihre Domains in einem automatisierten Verfahren ohne Einschränkung des Wohnsitzes des Antragstellers. Eine Besonderheit ist, dass Tonic keinen Whois-Dienst anbietet, sodass die Besitzer einer .to-Domain anonym bleiben.

## Verbreitung
Zwischen 1997 und 2000 wurden nach eigenen Angaben etwa 50.000 .to-Domains registriert. Trotz der weiten Verbreitung der Top-Level-Domain liegen die Gebühren mit bis zu 50 US-Dollar pro Jahr im oberen Drittel aller ccTLDs. Im Gegensatz zu anderen ccTLDs erzielen .to-Domains vergleichsweise hohe Handelspreise. Die derzeit (Stand Dezember 2012) teuerste jemals verkaufte Adresse war free-games.to, welche im Jahr 2005 für 55.000 US-Dollar den Inhaber gewechselt hat.